# Jean Marie Toussaint Pendézec
Jean-Marie-Toussaint Pendézec, né le 28 mai 1842 à Loudéac et mort le 12 avril 1913 à Paris, est un général de division français.

## Biographie
Il est en Algérie en 1868 avec le 34e régiment d'infanterie. Pendant la guerre franco-prussienne, il est prisonnier en Suisse en 1871. Il est chef d'État-Major général de l'Armée de 1900 à 1906 et membre du Conseil supérieur de la guerre.
Le 16 avril 1904, il inaugure la gare de Saint-Dié-des-Vosges.
Il meurt 70 avenue de Breteuil à Paris.

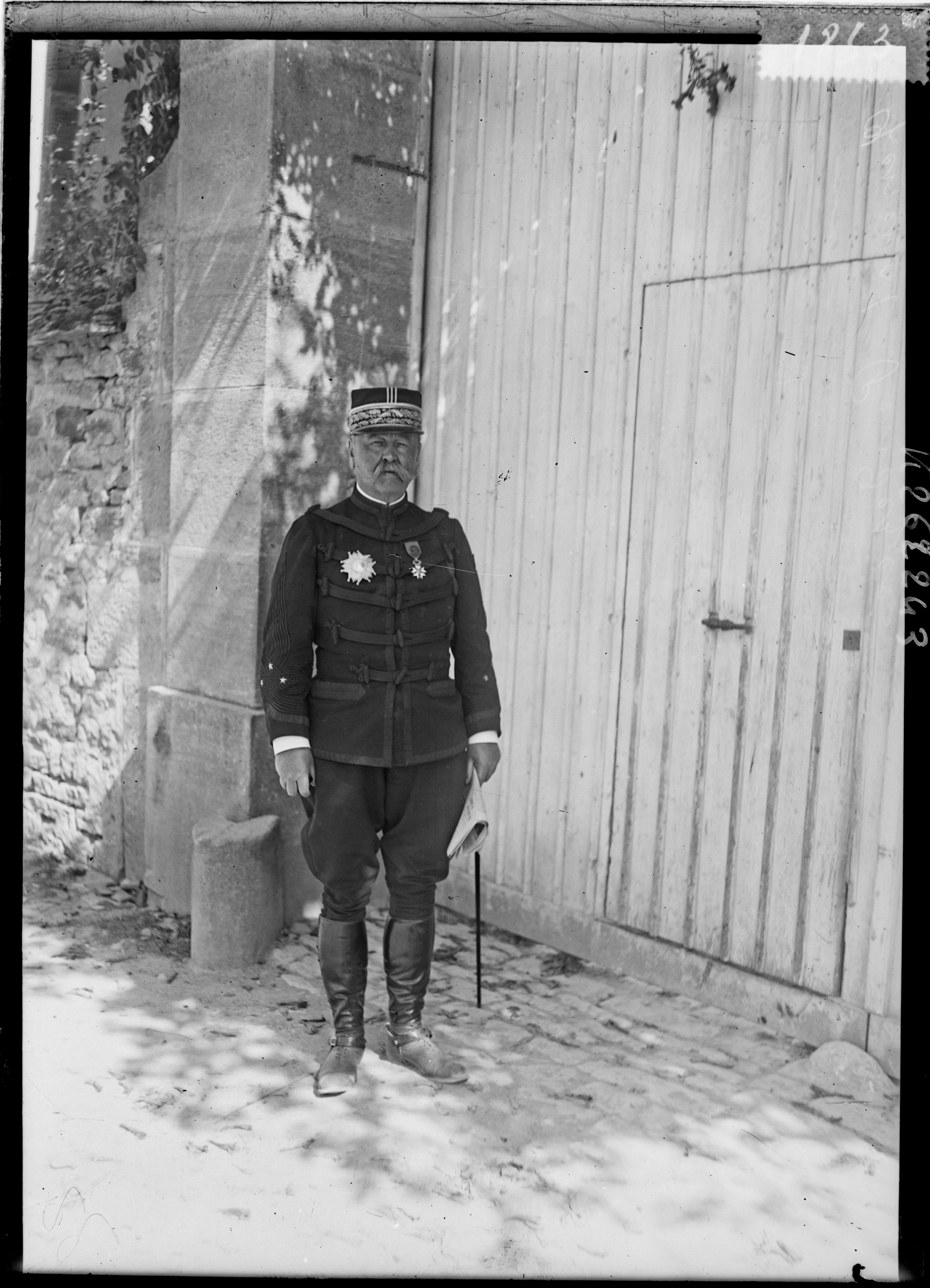
Le général Pendézec en 1906.

## Distinctions
- Officier d'académie (14 juillet 1884)
- Officier de l'Instruction publique (1898)
- Grand officier de la Légion d'honneur (1904). Il est nommé chevalier en 1871, puis promu officier en 1893 et commandeur en 1901[2].